# Joseph Schenck
Joseph Michael Schenck (Rybinsk, 25 dicembre 1878 – Los Angeles, 22 ottobre 1961) è stato un produttore cinematografico russo con cittadinanza statunitense, che ha giocato un ruolo importante nella nascita del cinema hollywoodiano.
Fu uno dei trentasei membri fondatori dell'Academy of Motion Picture Arts and Sciences (AMPAS), che venne creata a Hollywood l'11 maggio 1927, un'organizzazione per il miglioramento e la promozione mondiale del cinema. L'accademia, nel 1929, creò il Premio Oscar.

## Biografia
Nato a Rybinsk (Oblast' di Jaroslavl') da famiglia di origini ebraiche, si trasferì negli Stati Uniti nel 1893 con tutta la famiglia. Qui, insieme a suo fratello Nicholas, avviò una prima attività commerciale creando una catena di drogherie. Cambiarono presto investimenti e si avventurarono nel mondo dell'intrattenimento, acquistando la concessione del parco divertimenti di Fort George Amusement Park a New York. Espansero ben presto il loro impero, acquistando tra gli altri il celebre Palisades Amusement Park ed entrarono così in contatto nel 1907 con il magnate del cinema Marcus Loew del quale divennero partner in affari a partire dal 1912 diventando soci della Consolidated Enterprises.
Nella sua nuova veste di produttore cinematografico Schenck ebbe l'occasione di conoscere numerose stelle del nascente cinema hollywoodiano, tra le quali l'attrice Norma Talmadge che sposò nel 1917.
In quello stesso anno Schenk abbandonò la Consolidated per intraprendere la sua avventura hollywoodiana e diventare produttore di Roscoe Arbuckle, Buster Keaton e delle ultime pellicole di D.W.Griffith. Nel 1924 entrò a far parte della United Artists di cui divenne presidente nel 1927, ed in quello stesso anno fu uno dei 36 membri fondatori della Academy of Motion Picture Arts and Sciences. Nel 1933 divenne partner nella fondazione della 20th Century Fox al fianco di Darryl F. Zanuck.
Nel 1934 divorziò dalla moglie Norma Talmadge e nel 1936 Schenck venne coinvolto in una questione di evasione fiscale e di accordi segreti con un gangster di Chicago, Willie Bioff, che dirigeva indirettamente la International Alliance of Theatrical Stage Employees & Moving Picture Machine Operators. Dopo aver trascorso un breve periodo in prigione usufruì di un indulto accordato dal Presidente degli Stati Uniti. Dopo il suo rilascio tornò alle sue attività presso la 20th Century Fox e si infatuò di una giovanissima attrice alle prime armi di nome Marilyn Monroe della quale fu un grande sostenitore.
Nel 1957 fu costretto a ritirarsi dalla produzione cinematografica a causa di un grave infarto dal quale non si rimise mai completamente. Morì pochi anni dopo nel 1961 e venne sepolto presso il Maimonides Cemetery di Brooklyn, New York.

## Filmografia parziale
- Panthea, regia di Allan Dwan (1917)